# تاريخ اليهود في لبنان
اليهود اللبنانيون هم الأشخاص الذين يدينون باليهودية في لبنان، ومعظمهم من أصول مزراحية، ويعيشون في العاصمة بيروت وضواحيها. هاجر بعض اليهود اللبنانيين لإسرائيل والغالبية هاجرت إلى فرنسا وأمريكا الشمالية. يعيش أقل من 100 يهودي في لبنان اليوم مقارنة مع 20،000 عام 1948.

## التاريخ القديم
في أزمنة ما قبل التوراة، كانت تعتبر مناطق شرق المتوسط من غزة وحتى الأناضول وحدة حضارية موحدة تجتمع حول لغة واحدة، وديانة واحدة وعادات موحدة. فاللغة كانت لهجات مختلفة للغة الكنعانية والتي تحدرت إلى ما عرف بـ اللغة الفينيقية واللغة العبرية. وكانت المدن التي كانت تطور للمجتمعات الزراعية، تتمتع بحكم ذاتي منفرد. وتعتبر هذه المناطق من أول المجتمعات الزراعية المستقرة في التاريخ. وأنشأت هذه المجتمعات شبكات اتصال وعلاقات تجارية متطورة مع معظم مناطق البحر المتوسط.
وعند نشوء مملكة إسرائيل، كان للبلدين، لبنان وإسرائيل القديمة، كيانين منفصلين متحالفين يواجهان نفس التحديات التي كانت تعصف بمنطقتهما. وفي هذه الحقبة، كانت بعض مناطق لبنان الحالي تدين بالولاء لحكام مدينة أورشليم. ويوجد دلائل على أن اليهود امتدوا إلى سفوح جبل الشيخ. وفي التوراة، سمي هؤلاء اليهود بقبائل «المنسي» والتي تعني في العبرية «الذين نسوا أنهم يهود». وكما يشير الإنجيل المسيحي إلى وجود تجمعات يهودية حول صور وصيدا وقانا وذلك بناء على قصص رحلات المسيح إلى تلك المناطق.
وعقب ثورة بار كوخبا التي حصلت عام 132م، هرب اليهود من بطش الرومان واستوطنوا بعض المناطق في لبنان[بحاجة لمصدر]. وبين عام 642م و 680م، أنشأ معاوية مستوطنات يهودية في طرابلس[بحاجة لمصدر]. وعام 922م، كان هناك وجود لليهود في مدينة صيدا. وأنشأ المعهد اليهودي الفلسطيني في مدينة صور عام 1071م. وخلال اضطرابات 1840 و1860 بين الدروز والمسيحيين نزح العديد من اليهود من دير القمر إلى مناطق حاصبيا[بحاجة لمصدر].

## التاريخ

### بدايات القرن العشرين
في عام 1911م، انتقل عددٌ من يهود اليونان وسوريا والعراق وتركيا إلى مدينة بيروت ليصبح عدد سكانها اليهود نحو 5000 نسمة. ونمت الجالية اليهودية بفترة الانتداب الفرنسي على لبنان وشارك بعض أفرادها بالعمل السياسي. خلال فترة لبنان الكبير، نُشرت صحيفتان يهوديتان هما «العالم الإسرائيلي» وصحيفة اقتصادية بعنوان "Le Commerce du Levant" بالفرنسية.

### بعد 1948
تواجدت الجاليات اليهودية في وادي أبو جميل ورأس بيروت وبشكل أقل في قضاء الشوف ودير القمر وعاليه وبشامون وبحمدون وصيدا وحاصبيا، ورفض يهود لبنان دعم منظمة يشوب الصهيونية المتطرفة. وكان لبنان البلد العربي الوحيد الذي زاد تعداد الجالية اليهودية فيه بعد إعلان قيام دولة إسرائيل عام 1948. وإثر أحداث 1958، هاجر العديد من اليهود إلى أوروبا والولايات المتحدة الأميركية. وكانت لحرب لبنان الأهلية أثر سلبي على يهود لبنان إذ قُتل 11 زعيماً يهودياً عام 1982.

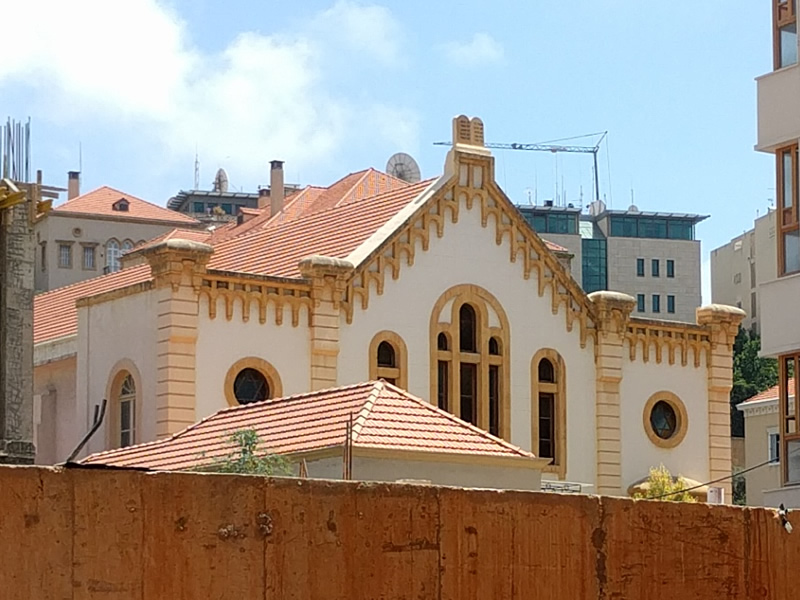
كنيس ماغين أبراهام.

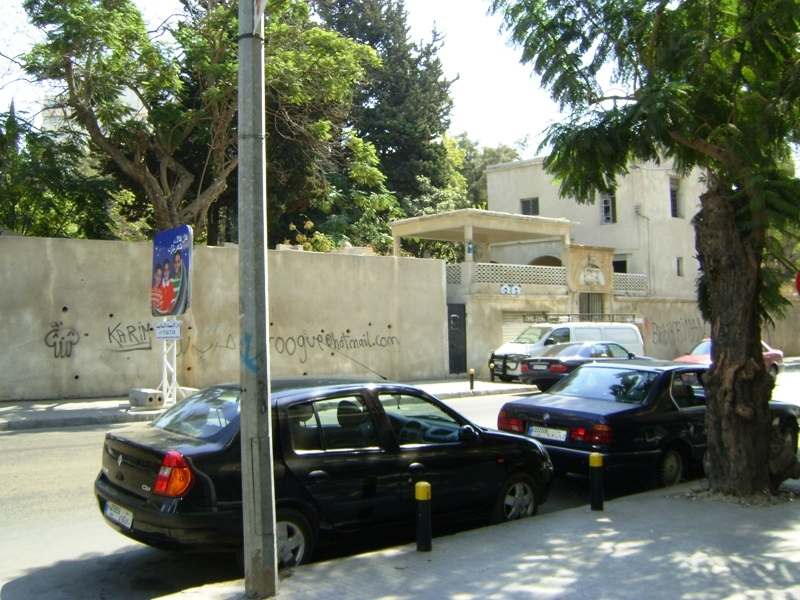
دار المقبرة (בית עלמין: بيت عِلمين)، مقبرة اليهود في بيروت، لبنان - ب2008.

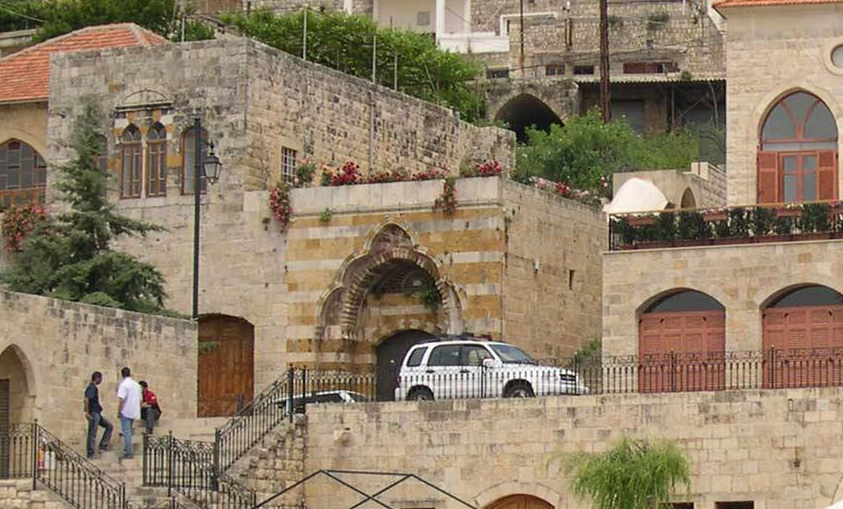
كنيس اليهود في دير القمر

وخلال الغزو الإسرائيلي لبيروت عام 1982، دمّر الطيران الإسرائيلي كنيس ماغين أبراهام في بيروت. ومنذ ذلك الوقت، أصبح حي اليهود في وادي أبو جميل خالياً وكنيسه مهدماً. ولم تنفذ الوعود بإعادة تعميره إلى الآن. ويوجد في لبنان حالياً 1500 يهودي، إلّا أن 60 منهم مسجلين كيهود والباقين تحولوا إلى ديانات أخرى. وفي عام 2003، ترك يوسف مزراحي، آخر الزعماء اليهود، البلاد ليعيش في فرنسا.
حالياً، لا يمارس يهود لبنان شعائرهم لعدم وجود حاخاميين في لبنان. كما يفضلون عدم الظهور كيهود خوفاً من اعتبارهم عملاء لإسرائيل. ويوجد كنيس يهودي في دير القمر الذي يتمتع بحماية دوري شمعون الذي يتمتع بنفوذ في المنطقة.

### أوائل القرن العشرين
في عام 1911، انتقل اليهود من إيطاليا واليونان وسوريا والعراق وتركيا ومصر وإيران إلى بيروت، مما أدى إلى توسيع الجالية هناك بأكثر من 5000 يهودي. أعضاء إضافيين. كفلت المادتان 9 و10 من دستور لبنان لعام 1926 حرية الدين ووفرت لكل طائفة دينية، بما في ذلك الطائفة اليهودية، الحق في إدارة شؤونها المدنية الخاصة، بما في ذلك التعليم، وبالتالي كانت الطائفة اليهودية محمية دستورياً وهي حقيقة لا تنطبق على الجاليات اليهودية الأخرى في المنطقة. ازدهرت الطائفة اليهودية في ظل الانتداب الفرنسي ولبنان الكبير، ومارسوا نفوذًا كبيرًا في جميع أنحاء لبنان وما بعدها. تحالفوا مع بيار الجميل حزب الكتائب (مجموعة جناح يميني، مارونية على غرار حركات مماثلة في إيطاليا وألمانيا، وحركة فرانكو. حركة الكتائب في إسبانيا.) ولعبت دوراً فعالاً في تأسيس لبنان كدولة مستقلة.
خلال فترة لبنان الكبير، أسس صحيفتين يهوديتين، اللغة العربية "العالم الإسرائيلي" (العالم الإسرائيلي) واللغة الفرنسية "لو كوميرس دو بلاد الشام، وهي دورية اقتصادية استمر تداولها حتى يونيو 2021.
تطورت الجالية اليهودية في بيروت على ثلاث مراحل متميزة. حتى عام 1908، نما عدد السكان اليهود في بيروت بسبب الهجرة من الداخل السوري ومن مدن العثمانية مثل إزمير، سالونيكي، إسطنبول، و بغداد. كان النمو التجاري في المدينة الساحلية المزدهرة، والحماية القنصلية، والسلامة والاستقرار النسبيين في بيروت، كلها عوامل أدت إلى الهجرة اليهودية. وهكذا، من بضع مئات في بداية القرن التاسع عشر، نما عدد الجالية اليهودية إلى 2500 بحلول نهاية القرن، وإلى 3500 بحلول الحرب العالمية الأولى. وبينما زاد عدد اليهود بشكل كبير، ظل المجتمع غير منظم إلى حد كبير. خلال هذه الفترة، كان المجتمع يفتقر إلى بعض المؤسسات الأساسية مثل القوانين المجتمعية، والمجالس المنتخبة، وآليات الرعاية الاجتماعية والضرائب. في هذه الفترة، ربما كانت المؤسسة اليهودية الأكثر تنظيمًا وشهرة في المدينة هي المدرسة الداخلية الخاصة تيفريت إسرائيل (مجد إسرائيل) التي أسسها زكي كوهين في عام 1874. وقد اجتذبت المدرسة اليهود طلاب من عائلات ميسورة مثل شلوش (يافا)، ومويال (يافا)، وساسون (بغداد). كان مؤسسها، متأثرًا بالإصلاحات العثمانية والاتجاهات الثقافية المحلية، يطمح إلى إنشاء مدرسة يهودية حديثة. لقد قدمت مواضيع علمانية ويهودية بحتة بالإضافة إلى سبع لغات. كما عرضت مواضيع تجارية. إغلقت المدرسة في بداية القرن العشرين بسبب الصعوبات المالية.

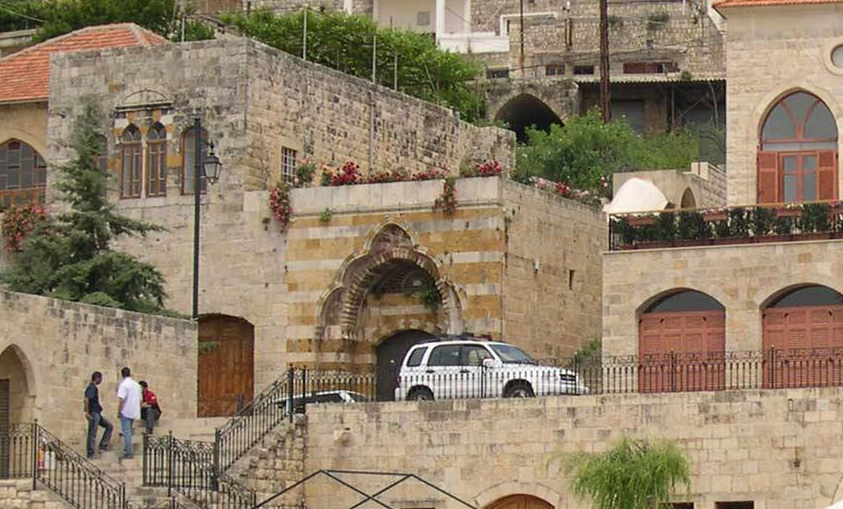
في وسط الصورة، كنيس دير القمر، الذي يعود تاريخه إلى القرن السابع عشر، مهجور ولكنه لا يزال سليمًا.

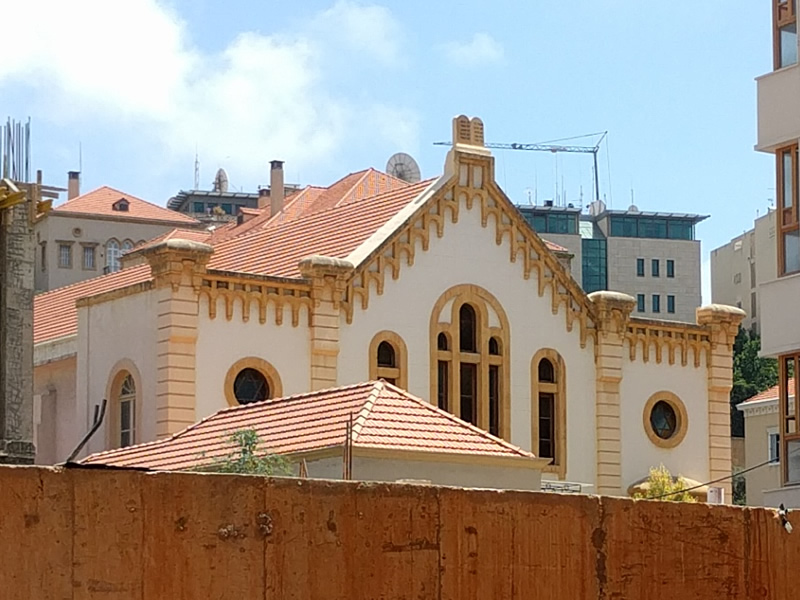
كنيس ماغين أبراهام في بيروت، لبنان.

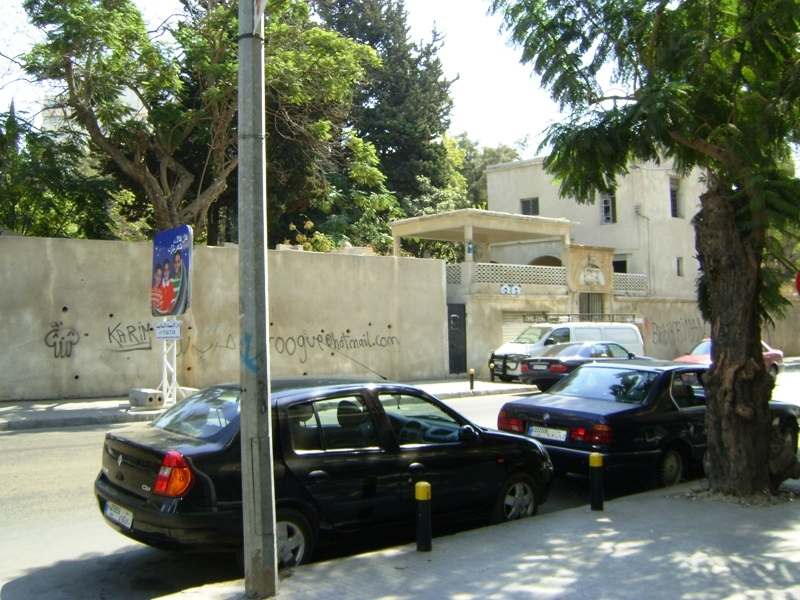
المقبرة اليهودية في بيروت (2008).

أشعلت ثورة تركيا الفتاة (1908) عملية التنظيم. وفي غضون ست سنوات، أنشأت طائفة بيروت جمعية عامة، ومجلسًا منتخبًا مكونًا من اثني عشر عضوًا، وقام بصياغة القوانين الطائفية، وعيّن حاخامًا كبيرًا، وعيّن لجانًا لإدارة الضرائب والتعليم. تضمنت العملية توترات وحتى صراعات داخل المجتمع، ولكن في النهاية، أسس مجلس المجتمع حكمه وسلطته في المجتمع. وكان الحاخام الأكبر يتلقى راتبه من الطائفة وكان "بحكم الأمر الواقع" تحت سلطة المجلس.
ومع إنشاء لبنان الكبير (1920)، أصبحت الطائفة اليهودية في بيروت جزءاً من كيان سياسي جديد. اعتمد حكام الانتداب الفرنسي تقاليد سياسية محلية لتقاسم السلطة واعترفوا بالاستقلال الذاتي لمختلف الطوائف الدينية. وهكذا، كانت الطائفة اليهودية واحدة من الطوائف الستة عشر في لبنان وتمتعت بقدر كبير من الحكم الذاتي، على غرار النظام العثماني "الدخن"". خلال المرحلة الثالثة من تطورها، أسس المجتمع مؤسستين رئيسيتين: كنيس ماغين أبراهام (1926)، ومدرسة مجتمع التلمود-توراة سليم طراب المتجددة (1927). حافظ المجتمع أيضًا على خدمات الرعاية الاجتماعية مثل جمعيات بيكور حوليم، وأوزير-دليم، ومتان-باستر. جاء التمويل لجميع هذه المؤسسات من مساهمات أفراد المجتمع القادرين، الذين ساهموا في الأعياد والاحتفالات اليهودية، من خلال اشتراك الأعضاء البارزين، وفعاليات جمع الأموال واليانصيب.لقد نظم المجتمع. في الواقع، كانت الطائفة مستقلة ماليًا ولم تعتمد على الأعمال الخيرية اليهودية الأوروبية.
أثر تطور الييشوف اليهودي في فلسطين على القيادة اليهودية، التي أظهرت عادةً تعاطفًا ودعمًا نشطًا للصهيونية. انحازت القيادة اليهودية في بيروت خلال هذا الوقت أيديولوجيًا إلى منظمة بناي بريث التي تتخذ من الولايات المتحدة مقراً لها من خلال وكيلها المحلي (Arzei Ha-Lvanon Lodge) الذي كان يعمل به قادة المجتمع المحلي. اجتذب نزل بناي بريث في بيروت النخبة الاجتماعية والاقتصادية. شرعت في تقدم المجتمع وإحيائه من خلال النشاط الاجتماعي والتضامن اليهودي والقيم الخيرية. على عكس التحالف، الذي كان يطمح بشكل رئيسي إلى تمكين الفرد اليهودي من خلال التعليم الحديث، سعى بناي بريث إلى تمكين الفرد والمجتمع ككل. في بيروت، على عكس الطوائف اليهودية الأخرى، كان معظم أعضاء مجلس الجالية أيضًا أعضاء في بناي بريث، وبالتالي كان هناك تداخل بين المجلس والمحفل. وبطبيعة الحال، حظيت مدرسة التحالف بشعبية كبيرة في المجتمع لأنها ركزت على اللغة الفرنسية وأعدت الطلاب للتعليم العالي. نظرًا لعدم وجود مدرسة ثانوية يهودية في بيروت، التحق العديد من الطلاب اليهود بمدارس أجنبية (مسيحية)، سواء علمانية أو دينية. وكانت الطائفة اليهودية إحدى الطوائف الصغيرة في البلاد، وبالتالي لم يكن لها الحق في تمثيل مضمون في البرلمان. نظرًا لاستبعادها من الحياة السياسية اللبنانية، كانت القيادة اليهودية تطمح إلى تحسين المكانة العامة للطائفة من خلال تعزيز وتحسين المجتمع ككل. وبشكل عام، تميزت فترة الانتداب الفرنسي بالنمو والتطور والاستقرار.
في القرن العشرين، أظهرت الجالية اليهودية في لبنان القليل من المشاركة أو الاهتمام بالسياسة. لقد كانوا تقليديين بشكل عام وليس متدينين ولم يشاركوا في نزاعات الجماعات الدينية الأكبر في البلاد. بشكل عام، كانوا يميلون إلى دعم القومية اللبنانية ويشعرون بالتقارب تجاه فرنسا. لم تشجع السلطات الفرنسية في ذلك الوقت التعبير عن الصهيونية (التي اعتبرتها أداة في يد منافسها البريطاني)، وكان المجتمع في الغالب لا مباليًا بها. عدد قليل من قادة المجتمع، مثل جوزيف فرحي، دعموا بشدة القضية الصهيونية، وكان هناك مستوى من الدعم لمفهوم الدولة اليهودية في فلسطين. وكان ليهود لبنان اتصالات جيدة مع اليهود في فلسطين، وكانت هناك زيارات منتظمة بين بيروت والقدس. تحدثت روايات التحالف الإسرائيلي العالمي، الذي أنشأ المدارس التي التحق بها معظم الأطفال اليهود في البلاد، عن الصهيونية النشطة بينما أعربت الوكالة اليهودية عن أسفها لعدم وجود مشاعر وطنية. كما أصيبت المنظمة الصهيونية العالمية بخيبة أمل بسبب عدم وجود دعم أكثر نشاطًا، ولم ترسل الجماعة وفدًا إلى المؤتمر الصهيوني العالمي.
شاب يهودي لبناني اسمه جوزيف عازار، أخذ على عاتقه دفع القضية الصهيونية مع أفراد آخرين في أكتوبر 1930، قال في تقرير للوكالة اليهودية: "قبل اضطرابات أغسطس 1929 أظهر يهود لبنان تعاطفًا كبيرًا مع القضية الصهيونية وعملوا بنشاط من أجل فلسطين، وقد أنشأوا جمعيات تجمع الأموال من أجلكيرين كايميث وكيرين هيسود." وقال إنه بعد عام 1929، بدأ اليهود "يخافون من أي شيء له أي علاقة بالصهيونية وتوقفوا عن عقد الاجتماعات وجمع الأموال". وقال أيضا إن مجلس طائفة اليهود في بيروت "سعى إلى منع أي شيء له طابع قومي يهودي لأنه كان يخشى أن يؤدي ذلك إلى جرح مشاعر المسلمين". أشارت مصادر أخرى إلى أن مثل هذا العمل الخيري لم يكن مدفوعًا بالصهيونية بقدر ما كان من خلال الاهتمام بمساعدة اليهود المحتاجين.
أعترف بـ اتحاد مكابي العالمي رسميًا من قبل السلطات اللبنانية وكان مركزًا نشطًا للشؤون الثقافية اليهودية في بيروت وصيدا. قام المكابي بتدريس اللغة العبرية والتاريخ اليهودي، وكان نقطة التركيز للحركة الصهيونية الصغيرة في البلاد. كان هناك أيضًا عنصر مؤيد للصهيونية داخل الطائفة المارونية في لبنان.
بعد أعمال الشغب عام 1929 في القدس، طُرد مفتي القدس من فلسطين واختار الاستقرار في لبنان، حيث واصل حشد المقاومة ضد المطالبات الصهيونية بفلسطين. خلال أعمال الشغب، سعى بعض القوميين المسلمين ومحرري إحدى الصحف اليونانية الأرثوذكسية الكبرى (كلاهما رأى مصير الدولة اللبنانية الناشئة ضمن سياق عربي أوسع) إلى التحريض على الاضطرابات في لبنان، حيث كانت معظم الجماعات العرقية حتى تلك اللحظة - كانت الجماعات الدينية بعيدة عن الصراع المرتقب في فلسطين. ويبدو أن ذلك كان له تأثير أيضًا على الرد المبهم الذي قدمه وزير الداخلية حبيب أبو شهلا لجوزيف فرحي عندما طلب، نيابة عن الجالية اليهودية، أن يحصلوا على مقعد في البرلمان اللبناني الموسع حديثًا.
خارج بيروت، كانت المواقف تجاه اليهود عادة أكثر عدائية. في نوفمبر 1945، قُتل أربعة عشر يلهوديًا في أعمال شغب مناهضة لليهود في طرابلس. وقعت أحداث أخرى معادية لليهود في عام 1948 في أعقاب الحرب العربية الإسرائيلية عام 1948. أدى انعدام الأمن المستمر، جنبًا إلى جنب مع الفرص الأكبر التي قدمتها بيروت، إلى دفع معظم اليهود المتبقين في طرابلس إلى الانتقال إلى بيروت.

### 1947 فصاعدا
كانت الحرب الأهلية اللبنانية، التي بدأت في عام 1975، أسوأ بكثير بالنسبة للجالية اليهودية اللبنانية، حيث قُتل حوالي 200 شخص في المذابح. هاجر معظم اليهود اللبنانيين المتبقين البالغ عددهم 1800 في عام 1976، خوفًا من أن يؤدي الوجود السوري المتزايد في لبنان إلى تقييد حريتهم في الهجرة. في عام 1982، خلال الغزو الإسرائيلي للبنان، قُبض على 11 من قادة الجالية اليهودية وقتلهم متطرفون إسلاميون[بحاجة لمصدر]. أثناء تقدّم الجيش الإسرائيلي نحو بيروت، عيّن ياسر عرفات مسلحين فلسطينيين لحراسة كنيس ماغين أبراهام، وهو رمز مهم للمجتمع، ويقع بالقرب من البرلمان. قُصف سلاح الجو الإسرائيلي الكنيس، ربما على افتراض أن الفلسطينيين استخدموه مخزناً للأسلحة. خلال الاجتياح الإسرائيلي، عاد بعض اليهود اللبنانيين الذين هاجروا إلى إسرائيل كقوات غازية.
تم استهداف اليهود في السنوات الأخيرة من الحرب الأهلية اللبنانية. فقد اختُطف إسحق ساسون، زعيم الطائفة اليهودية اللبنانية، تحت تهديد السلاح في 31 آذار/مارس 1985، وهو في طريقه من مطار بيروت الدولي، بعد رحلة إلى أبو ظبي. وفي وقت سابق، كان الخاطفون قد اختطفوا أيضًا الطبيب إيلي الحلاق (60 عامًا)، كما اختطف حاييم كوهين، يهودي يبلغ من العمر 39 عاماً، وإسحاق طرّاب، ويهيدا بينستي، وسليم جاموس، وإيلي سرور. قُتل كوهين وطراب وسرور على يد خاطفيهم، وهم جماعة مسلمة شيعية تُدعى تنظيم المستضعفين في الأرض، ويُعتقد أنها كانت جزءًا من حزب الله أو كانت له صلات به. ولا يزال مصير الآخرين مجهولاً، لكن يُعتقد أنهم قُتلوا أيضاً.
لكن الضرر الذي استمر في القصف كان نتاج المتطرفين المناهضين لليهود. وادي أبو جميل، الحي اليهودي في بيروت، أصبح الآن مهجوراً تقريباً والكنيس متهالك. وعد رئيس الوزراء الراحل رفيق الحريري بإعادة بناء الكنيس، لكنه توفي دون أن يتمكن من الوفاء بوعده. يوجد حاليًا حوالي 40 يهوديًا متبقين في بيروت، معظمهم من كبار السن.
وبدون حاخام، يجد اليهود اللبنانيون صعوبة في مواصلة تقاليدهم الدينية ويميلون إلى الابتعاد عن الأضواء لحماية أنفسهم من الهجمات المرتبطة بالمفهوم الخاطئ القائل بأن كل يهودي هو عميل لإسرائيل. أحد المعابد اليهودية القليلة المتبقية في لبنان يقع في دير القمر. وهذا الكنيس، رغم أنه في حالة جيدة، لا يستخدم لأسباب أمنية. داني شمعون، رئيس بلدية دير القمر وابن الرئيس اللبناني السابق كميل شمعون، عرض أحيانًا الدعم لأعضاء الجالية اليهودية اللبنانية.
هاجر ما يقدر بنحو 6000 يهودي لبناني في أعقاب الحرب العربية الإسرائيلية عام 1967، مما أدى إلى تقليص عدد المجتمع إلى 450 بحلول عام 1975. الحرب الأهلية اللبنانية والحرب مع إسرائيل 1982 قللت من عدد اليهود في البلاد. كانت معظم الهجرة إلى البلدان التي يوجد بها لبنانيون أو لبنانيون راسخون. مجتمعات الشتات اليهودي اللبناني، مثل البرازيل، فرنسا، سويسرا، كندا والولايات المتحدة.

### القرن الحادي والعشرون
في عام 2010، بدأ العمل بترميم كنيس قديم في بيروت، كنيس ماغين أبراهام. كان الكنيس قد سقط في حالة سيئة بعد أن قصفته إسرائيل قبل عدة سنوات. وافقت سوليدير على توفير الأموال اللازمة للتجديد لأن المسؤولين السياسيين اعتقدوا أن ذلك سيصور لبنان على أنه مجتمع مفتوح متسامح مع اليهودية. كانت عملية الترميم ناجحة حيث أطلقت صحيفة هآرتس عنوان "الكنيس المعاد إلى المجد". ولم يوافق أي من اليهود المشاركين في المشروع على الكشف عن هويته.
وتساءلت وسائل الإعلام الدولية وحتى بعض أعضاء الجالية اليهودية (داخل وخارج لبنان) عمن سيصلي هناك. الرئيس المعلن لمجلس الجالية اليهودية، إسحاق أرازي، الذي غادر لبنان عام 1983، تقدموا في النهاية لكنه رفض إظهار شهادته وجهًا لوجه أمام الكاميرا في مقابلة تلفزيونية، خوفًا من أن تتأثر أعماله إذا علم العملاء أنهم يتعاملون مع يهودي.
يعيش معظم اليهود اللبنانيين في بيروت أو حولها. وصف المجتمع بأنه مسن ومتخوف. لا توجد خدمات في المعابد اليهودية في بيروت. في عام 2015، كان إجمالي عدد السكان اليهود في سوريا ولبنان مجتمعين 100. في عام 2020 بلغ إجمالي عدد اليهود في لبنان 29.

## أعيان لبنانيون من أصل يهودي
- جاك بينارويا – فاعل خير وزعيم مدني
- جون جرابو – لاعب دوري البيسبول الرئيسي
- أدريانا بيهار – حائزة على الميدالية الأولمبية في الكرة الطائرة الشاطئية
- يوسف صفرا - مصرفي برازيلي
- غي بيرت - مغني وكاتب أغاني فرنسي
- إيمانويل بيرت - ممثلة فرنسية
- ساسون دايان - مصرفي برازيلي
- مورييل تيليو - ممثلة أمريكية
- إدموندو صفدي – مصرفي برازيلي
- موشيه صفدي – مهندس معماري كندي
- الإخوة صفدي – مخرجو الأفلام
- دون تشارني – مؤسس شركة أمريكان أباريل
- مايكل نيتزر – كاتب قصص مصورة
- عزرا نحماد – جامع أعمال فنية
- آرييل حلواني - صحفي فنون القتال المختلطة
- نيل سيداكا – مغني
- إدغار دي بيكيتو – مصرفي في جنيف
- جاد سعد – عالم نفس تطوري
- جاستن هورويتز – ملحن موسيقي حائز على جائزة الأوسكار
- نيلز شنايدر – ممثل
- مايكل بينارويا – منتج أفلام
- كارولين آرون - ممثلة أمريكية
- يفراح نعمان  – عازفة الكمان البريطانية
- يوفال نوح هراري – مؤرخ وفيلسوف
- كارين ناهون – عالمة
- لوليتا شماح  – ممثلة فرنسية
- بوب ديشي – ممثل أمريكي
- إستر مويال  – كاتبة
- جاد ليرنر – صحفي ومقدم برامج تلفزيونية
- خوسيه ماريا بينيجاس - سياسي
- جوانا هوسمان - ممثلة كوميدية
- آنا ماريا شوا – كاتبة أرجنتينية
- ميشيل حيشين  – قاضي في المحكمة العليا الإسرائيلية

## نواب رؤساء الجالية اليهودية
- جوزيف بليلة 1926–1931 (كان أيضاً أمين صندوق الطائفة)
- يعقوب (جاكيس) بليلة 1931-1934 (جاك وجوزيف بليلة كانا أخوة)
- عزرا كوهين 1962-1975
- سمو بشار 2005 – حتى الآن

## رؤساء الجالية اليهودية
منذ عام 1910م قاد عدة زعماء المجتمع اليهودي اللبناني وهم على النحو التالي:
| الاسم            | من   | إلى  |
| ---------------- | ---- | ---- |
| عزرا أنزروت يرور |      | 1910 |
| يوسف د. فارحي    | 1910 | 1924 |
| يوسف ديشي بي     | 1925 | 1927 |
| يوسف د. فارحي    | 1928 | 1930 |
| سليم حراري       | 1931 | 1934 |
| يوسف د. فارحي    | 1935 | 1938 |
| يوسف ديشي بي     | 1939 | 1950 |
| يوسف أتيه        | 1950 | 1976 |
| إسحق ساسون       | 1977 | 1985 |
| راؤول مزراحي     | 1985 | 1986 |
| يوسف مزراحي      | 1986 | 2005 |
| إسحق أرازي       | 2005 | حالي |

## الحاخامات الكبير
بين أعوام 1908 و1978 قاد عدة حاخامات المجتمع اللبناني وهم على النحو التالي:
| الاسم          | من   | إلى  |
| -------------- | ---- | ---- |
| الحاخام دنون   | 1908 | 1909 |
| يعقوب مسلاتون  | 1910 | 1921 |
| سليمان تاغير   | 1921 | 1923 |
| شابتي باحبوت   | 1924 | 1950 |
| بنزيون ليشتمان | 1932 | 1959 |
| يعقوب أتيه     | 1949 | 1966 |
| شعود شزيم      | 1960 | 1978 |